# 官方律政專員
，是官方的首席法律顧問，負責提供諮詢和代表中央、英國權力下放下的地方政府以及各英聯邦王國中的國家級與次國家級政府。
英格蘭及威爾斯檢察總長、英格蘭及威爾斯法律政策專員和蘇格蘭檢察總長都是英國政府律政專員（UK Government Law Officer）。在英格蘭和威爾斯、北愛爾蘭、英聯邦和英國海外領土政府中，官方的首席官方律政專員都是英格蘭及威爾斯檢察總長。在英格蘭和威爾斯，檢察總長的副手是英格蘭及威爾斯法律政策專員。《1997年律政專員法令》（Law Officers Act 1997）賦予了法律政策專員可代行檢察總長工作的權力。隨著蘇格蘭議會獲得權力下放下的更大法定權力後，英國政府新增蘇格蘭法律事務專員（Advocate General for Scotland）這一部長級職位，專員會就蘇格蘭法律事宜向聯合王國政府提供意見。
蘇格蘭亦設有兩名蘇格蘭政府律政專員（Scottish Government Law Officer），分別是蘇格蘭檢察總長和蘇格蘭法律政策專員。

## 外部連結
- Attorney General's Office（页面存档备份，存于）